# Cylindrocarpon vaginae
Cylindrocarpon vaginae är en svampart som beskrevs av C. Booth, Y.M. Clayton & Usherw. 1985. Cylindrocarpon vaginae ingår i släktet Cylindrocarpon och familjen Nectriaceae.   Inga underarter finns listade i Catalogue of Life.